# Michail Iosifovič Gurevič
Michail Iosifovič Gurevič (in cirillico Михаил Иосифович Гуревич, traslitterato anche come Mikhail Iosifovič Gurevič e Mikhail Iosifovich Gurevich; Rubanščina, 12 gennaio 1893, 31 dicembre 1892 del calendario giuliano – Leningrado, 12 novembre 1976) è stato un ingegnere aeronautico sovietico.
Collaborò soprattutto con Artëm Ivanovič Mikojan nell'ufficio tecnico (OKB) "MiG".

## Vita e carriera

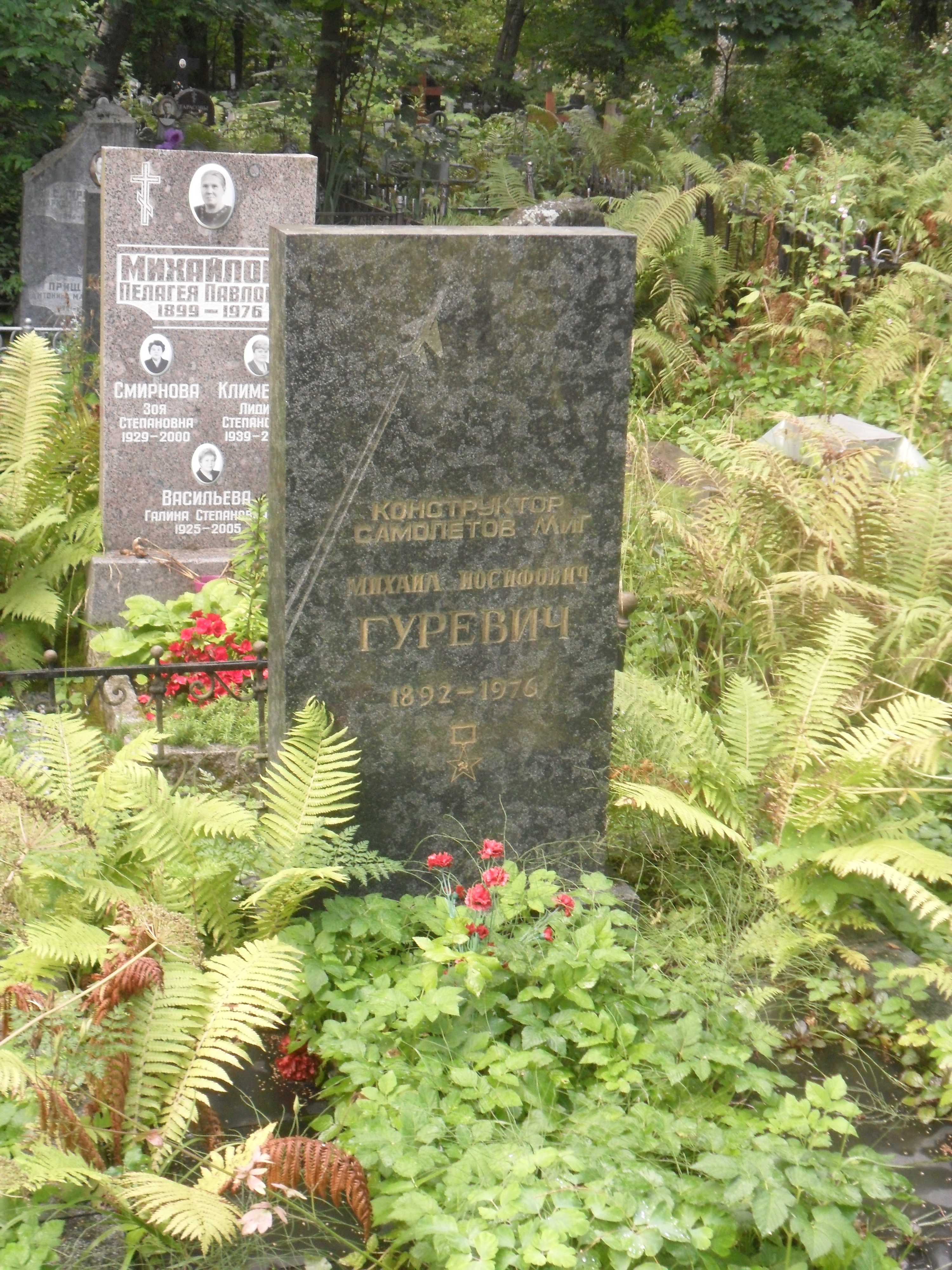
Tomba di Mikhail Gurevich a San Pietroburgo.

Nato da una famiglia ebrea nella piccola cittadina di Rubanščina nell'oblast' di Kursk, nel 1910 si diplomò nel ginnasio di Achtyrka (regione di Charkiv) con medaglia d'argento ed entrò all'Università di Charkiv nel dipartimento di matematica. Dopo un anno, per la partecipazione in attività sovversive, fu espulso dall'università e dalla regione. Continuò gli studi all'Università di Montpellier, in Francia.
Nell'estate del 1914 era in visita a casa, quando scoppiò la guerra. La prima guerra mondiale prima e la guerra civile in Russia poi interruppero i suoi studi. Ma finalmente nel 1925 egli si laureò nella facoltà di aviazione nell'istituto tecnico di Charkiv e iniziò a lavorare come ingegnere nella industria di Stato "Calore e Potenza".
Nel 1929 Gurevič si trasferì a Mosca per intraprendere la carriera di progettista aeronautico.
Nel 1936-1937, è stato distaccato alla società di produzione aerea degli Stati Uniti "Douglas", e poi ha partecipato allo sviluppo del Li-2 aeromobili URSS.
Nel 1937 diresse un gruppo di progettisti nel design bureau di Polikarpov, di cui divenne dopo il 1939, vice capo progettista.
Nel 1940, la A. I. Mikoyan Gurevich e creato MiG-1 ( "Mikoyan e Gurevich"), e poi il suo MiG-3. Nel 1940-1941, il MiG-3 è stato costruito grandi serie e partecipato alle battaglie del primo periodo della Grande Guerra Patriottica.
Negli anni 1940-1957 fu vice-capo progettista, e dal 1957 al 1964, capo progettista della OKB Mikoyan.
Per i suoi eccellenti progetti, Michail Gurevič vinse il premio Stalin (nel 1941, 1947, 1948, 1949 e 1953), la medaglia di Lenin (1962) ed il titolo di eroe del lavoro socialista (1957).

## Riconoscimenti
Per i suoi straordinari progetti, Mikhail Gurevich vinse diverse fra le maggiori onorificenze sovietiche.
- Cinque Premio di Stato dell'URSS (1941, 1947, 1948, 1949, 1953)
- L'Ordine di Lenin (1962)
- Il titolo di Eroe del Lavoro Socialista (1957)